# Ammophila albotomentosa
Ammophila albotomentosa is een vliesvleugelig insect uit de familie van de langsteelgraafwespen (Sphecidae). De wetenschappelijke naam van de soort is voor het eerst geldig gepubliceerd in 1900 door Morice.